# Подлесный (Лениногорский район)
Подлесный — поселок в Лениногорском районе Татарстана. Административный центр Письмянского сельского поселения.

## География
Находится в юго-восточной части Татарстана на расстоянии менее 1 км на юго-восток по прямой от районного центра города Лениногорск.

## История
Основан в 1954 году.

## Население
Постоянных жителей было: в 1970—455, в 1979—492, в 1989—552, в 2002 году 566 (русские 39 %, татары 35 %), в 2010 году 740.